# Nicolas Müller (Squashspieler)
Nicolas Müller (* 24. August 1989 in Winterthur) ist ein Schweizer Squashspieler.

## Karriere
Nicolas Müller begann seine Karriere im Jahr 2005 und gewann bislang zwölf Titel auf der PSA World Tour. Seine höchste Platzierung in der Weltrangliste erreichte er mit Rang 13 am 28. November 2022. Von 2007 bis 2020 wurde er 14 Mal in Folge Schweizer Meister. Mit der Schweizer Nationalmannschaft nahm er 2011, 2013, 2017, 2023 und 2024 an der Weltmeisterschaft teil. Außerdem war er zahlreiche Male Teil des Schweizer Kaders bei Europameisterschaften. Im Einzel erreichte er bei Europameisterschaften dreimal das Halbfinale und gewann 2019 das Spiel um Platz drei. Neunmal stand er im Hauptfeld einer Weltmeisterschaft im Einzel, sein bestes Resultat war der Einzug ins Achtelfinale 2022. Im selben Jahr wurde er Europameister dank eines 3:0-Finalerfolgs gegen Victor Crouin.

## Erfolge
- Europameister: 2022
- Gewonnene PSA-Titel: 12
- Schweizer Meister: 14 Titel (2007–2020)